# Яхта (спутниковая платформа)
«Яхта» (УКП Ф98М) — унифицированная космическая платформа (УКП), разработанная Государственным космическим научно-производственным центром им. М. В. Хруничева.
УКП «Яхта» используется как база для создания малых космических аппаратов (МКА) дистанционного зондирования Земли, связи и телевизионного вещания, отработки космических технологий, проведения научных и прикладных исследований в космическом пространстве.
В мае 1997 года ГКНПЦ имени М. В. Хруничева с проектом «Яхта» (УКП Ф98М) принимал участие в российском конкурсе на лучший проект УКП для аппаратов лёгкого класса, где потерпел неудачу. В этом конкурсе также приняли участие НПО машиностроения, НПО им. С. А. Лавочкина, ЦСКБ, КБ «Арсенал». Победителем конкурса стал проект унифицированной платформы НПОМаш, разработанный НПО машиностроения.

## Конструкции УКП
Характеристики:
- Масса платформы: 350—500 кг (420[1])
- Габариты корпуса: 1,2×1,2×0,6 м
- Электрическая мощность СБ: 1,3 — 3,9 кВт
- Точность ориентации: 0,1 град
- Точность стабилизации: <0,001 град/с
- Время функционирования: 5 — 12 лет (по данным сайта (8-10))
- Расчетная надежность за время активного существования: 0,95[2]

Корпус негерметичный, образован шестью панелями сотовой конструкции. 

Масса полезной нагрузки, устанавливаемой на УКП, составляет до 500 кг для низких орбит и до 110 кг для геостационарных орбит. Масса КА на базе космической платформы Яхта составляет 750 (Монитор) — 1140 (Экспресс МД1) кг. 

Расчётный срок функционирования платформы на орбите — 8-10 лет.

### Электрические реактивные двигатели
На выносных штангах УКП установлены два электрореактивных двигателя (ЭРД) СПД-100, работающих на ксеноне. Каждый двигатель имеет тягу 8,4 г (83 мН), удельный импульс 2500 с (1600 по другим данным), максимальную потребляемую электрическую мощность 1,2 кВт, массу 3,5 кг и ресурс 7500 часов, КПД 53 %. Двигатели закреплены в карданном подвесе, обеспечивающем изменение вектора тяги без разворотов всего аппарата. Запас ксенона в баке УКП дает приращение характеристической скорости 2000 м/с.
Это стационарные плазменные двигатели с протяжной зоной ускорения, разработанные в начале 80-х годов в КБ «Факел». Ранее СПД-100 устанавливался на российских КА «Галс» (по 8 шт. на одном КА) и КА «Экспресс» (по 4 шт.) для удержания и коррекции геостационарной орбиты.

## Солнечные батареи
На платформе смонтированы две панели солнечных батарей (СБ). Возможны, как минимум, два варианта
их исполнения: трёхстворчатые с фотоэлектрическими преобразователями из кремния суммарной мощностью 1 кВт и четырёхстворчатые с фотоэлектрическими преобразователями из арсенида галлия суммарной мощностью 3 кВт. Второй вариант предназначен для высокоэнергопотребляющих полезных нагрузок и вариантов УКП для работы на геостационарной орбите. Батареи установлены на одностепенные приводы для их ориентации на солнце.

### Модификации
Структура УКП предусматривает низкоорбитальную и высокоорбитальную модификации её бортового оборудования. Для высоких орбит, включая ГСО, и длительных сроков функционирования УКП комплектуется оборудованием с повышенной радиационной стойкостью. Для низкоорбитальных КА УКП оснащается бортовой аппаратурой спутниковых систем навигации GPS и ГЛОНАСС.

## Спутники на базе УКП «Яхта»
- Монитор-Э — спутник ДЗЗ, первый из серии КА Монитор. Запущен 26 августа 2005 18:34 UTC. В 2011 году эксплуатация КА приостановлена.
- КазСат-1 — лёгкий телекоммуникационный геостационарный спутник (точка стояния 103° ВД), первый спутник Республики Казахстан. Запущен 18 июня 2006 года. 26 ноября 2008 года КазСат перестал отвечать на сигналы управления.
- Экспресс-МД1 — первый малый российский спутник связи в спутниковой группировке ГПКС. Запущен 11 февраля 2009 года 00:03 UTC
- КазСат-2 — космический аппарат фиксированной спутниковой связи, 2-й КА Республики Казахстан. Запущен 16 июля 2011 года.
- Экспресс-МД2 — потерян при запуске 06 августа 2012 года.

В разработке:
- Диалог-Э[4]
- Монитор-Р — КА радиолокационного наблюдения.
- Монитор-О — КА оптикоэлектронного наблюдения.
- КА «Природа»[1]

## Аналоги
- Платформа Proteus, разработанная компанией Alcatel Space (Франция).
- Платформа НПОМаш, разработанная НПО машиностроения.
- МСП: Платформа-1, Платформа-2 и Платформа-3 — микроспутниковые платформы (МСП), разработанные КБ «Южное» (г. Днепропетровск).